# Phục hưng Ý
Phục Hưng Ý là một phong trào văn hóa thường được xem là bao gồm giai đoạn từ thế kỷ XV đến thế kỷ XVII, khởi đầu tại Firenze vào Hậu kỳ Trung Đại, sau đó lan rộng ra phần còn lại của châu Âu trên những quy mô và mức độ khác nhau.